# Geraldine Apponyi
Geraldine Margit Virginia Olga Mária Apponyi de Nagy-Appony (ur. 6 sierpnia 1915 w Budapeszcie, zm. 22 października 2002 w Tiranie) – hrabianka węgierska, królowa Albanii.

## Życiorys
Geraldina urodziła się w jednym z najstarszych arystokratycznych rodów. Jej ojcem był Gyula Apponyi, szambelan dworu wiedeńskiego, a matką Gladys Virginia Stewart, córka konsula Stanów Zjednoczonych w Antwerpii. Przyszła królowa Albanii uchodziła za jedną z najpiękniejszych panien na Węgrzech. Nazywaną ją Białą Różą. Zaraz po ukończeniu szkoły klasztornej zaangażowała się jako sekretarka w jednym z muzeów budapeszteńskich. Krytykowano ją za to, ponieważ uważano, że powinna się zająć haftowaniem, działalnością charytatywną albo życiem towarzyskim.
Król Albanii, Ahmed Zogu, poznał swoją żonę dzięki siostrze, która przeglądając węgierskie pismo, zobaczyła w rubryce towarzyskiej zdjęcie Geraldine. Zrobiło na niej takie wrażenie, że zdecydowała się pokazać królowi, który właśnie poszukiwał żony. Zog I zafascynował się młodą Węgierką i wysłał jej zaproszenie na bal sylwestrowy w pałacu królewskim w Tiranie.
Geraldina pojechała do Albanii w towarzystwie adiutanta króla oraz przyjaciółki, baronowej Ruling. Hrabina wraz z przyjaciółką zostały ulokowane w pałacyku przeznaczonym do jej dyspozycji. Po raz pierwszy spotkała króla na balu sylwestrowym. Sama królowa opowiadała później, że zakochała się w królu "od pierwszego wejrzenia". Już następnego dnia Zog I poprosił Geraldinę o rękę.
Przyszła królowa zaczęła poznawać język i obyczaje swojego nowego kraju. Uroczyste zaręczyny odbyły się w towarzystwie rodzin Zoga i jego przyszłej żony, na których król wręczył Geraldine pierścionek z czterdziestokaratowym brylantem. Następnego dnia, po poinformowaniu parlamentu, ogłosił oficjalne zaręczyny.
Mimo pewnych trudności ze strony Watykanu, który nie godził się początkowo na ślub katoliczki z muzułmaninem, małżeństwo zostało zawarte 27 kwietnia 1938. Po uroczystości ślubnej król i nowa królowa, zgodnie z tradycyjnym protokołem, pozdrowili z balkonu pałacu zgromadzony tłum. Miesiąc miodowy pary trwał cztery dni i spędzili go nad morzem.
Ich pierwsze dni małżeństwa przerwała wiadomość o planowanym napadzie Włoch na Albanię. Codzienny dzień królowej wypełniały lekcje albańskiego, spotykanie się z przedstawicielami różnych organizacji znajdujących się pod patronatem korony. Geraldina interesowała się szczególnie problemami edukacji, higieny w wioskach górskich oraz warunkami życia albańskich kobiet. Odbywała też regularnie inspekcje szpitali, sierocińców i ośrodków Czerwonego Krzyża.
Królowa Geraldina nie zdążyła dobrze poznać swojej nowej ojczyzny. 7 kwietnia 1939 do kraju wkroczyły wojska Mussoliniego. Dwa dni przedtem królowa urodziła w pałacu w Tiranie syna, którego nazwano Lekka (Aleksander) – następcę tronu monarchii albańskiej.
Po zaatakowaniu kraju rodzina królewska natychmiast opuściła pałac. Król chciał przewieźć żonę statkiem do Jugosławii, ale uznano to za zbyt niebezpieczne. W końcu para królewska uciekła trzynastoma samochodami do Grecji. Podróż była bardzo trudna, zważywszy jeszcze na niedawny poród królowej. Geraldine miała gorączkę i silne krwotoki. Po dwóch tygodniach, kiedy królowa odzyskała siły, wraz z rodziną z Grecji udała się do Turcji, a potem do Francji, gdzie zamieszkali.
Po wybuchu II wojny światowej rodzina królewska musiała opuścić Francję zajętą przez Niemców. Udali się do Londynu, później postanowili osiedlić się w Egipcie.
Po śmierci męża Geraldine zamieszkała w Madrycie. W 2002, na prośbę czterdziestu członków parlamentu, królowa powróciła do Albanii i zamieszkała w jednej z willi, zwróconej przez naród rodzinie królewskiej. Cztery miesiące później zmarła. Państwo przyznało zmarłej królowej order Nderi i Kombit (Honor Narodu).